# Felix Biermann

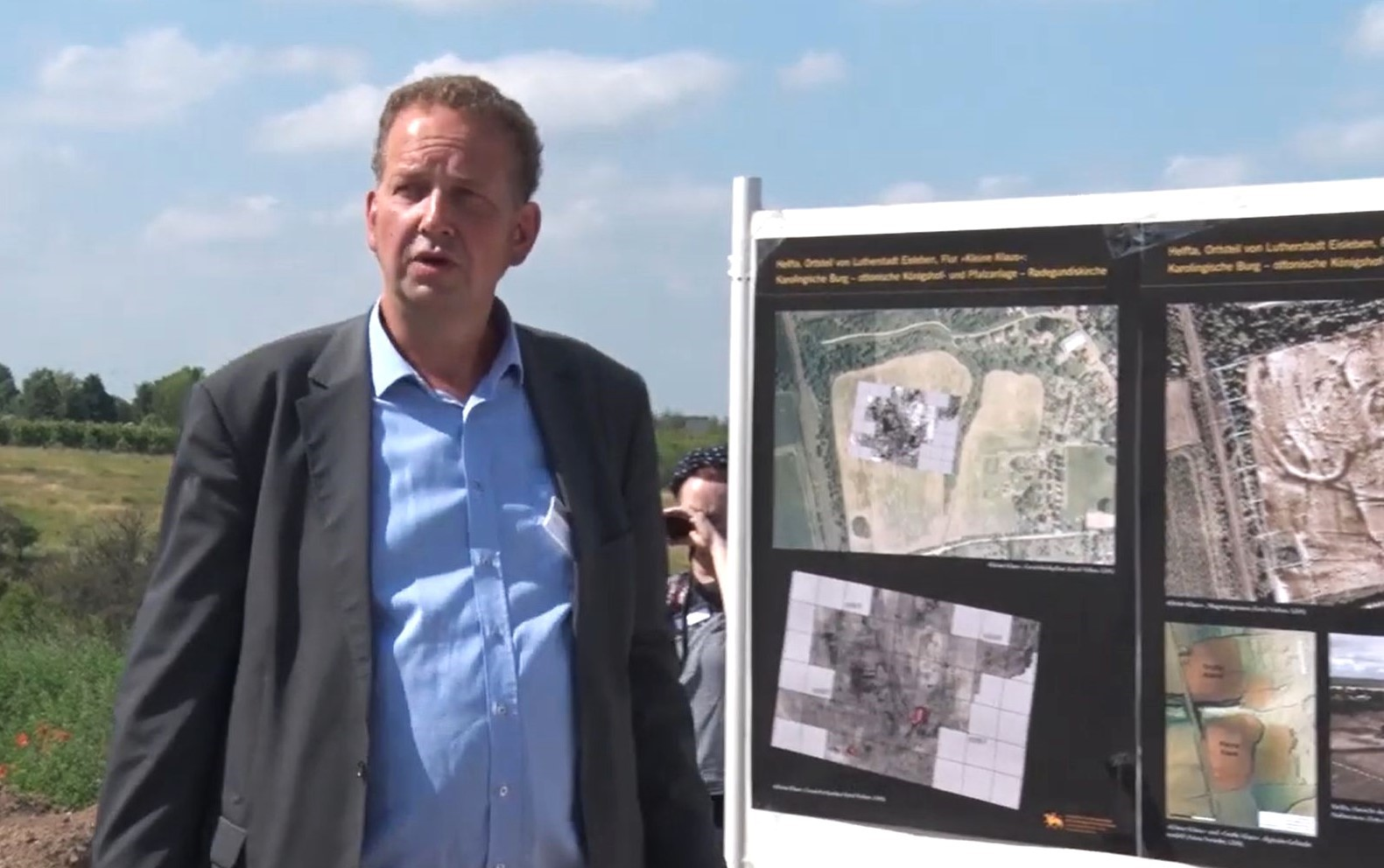
Felix Biermann, 2022

Felix Paul Biermann (* 19. Dezember 1969 in Herdecke) ist ein deutscher Mittelalterarchäologe.

## Leben
Felix Biermann studierte von 1989 bis 1995 Ur- und Frühgeschichte, Mittelalterarchäologie, Kunstgeschichte und Geschichte an der Universität Münster, der Universität Marburg, der Universität Bamberg und der Humboldt-Universität zu Berlin. Seinen Magisterabschluss machte er in Berlin, Thema der Magisterarbeit war Leuthen-Wintdorf. Der Burg-Siedlungskomplex „Burchel“ und seine Bezüge zum slawischen Siedlungswesen zwischen Elbe/Saale und Neiße. An das Studium schloss sich bis 1997 eine Zeit als Wissenschaftlicher Mitarbeiter im Projekt „Germanen-Slawen-Deutsche“ des Seminars für Vor- und Frühgeschichte der Universität Frankfurt an. Die Promotion erfolgte 1997 in Berlin zum Thema Slawische Besiedlung zwischen Elbe, Neiße und Lubsza. Archäologische Untersuchungen zum Siedlungswesen und zur Sachkultur im frühen und hohen Mittelalter. Danach leistete Biermann 1997/98 seinen Zivildienst in der Unteren Denkmalschutzbehörde/Stadtarchäologie Brandenburg an der Havel ab. 1998/99 schloss sich ein einjähriges Reisestipendium der Römisch-Germanischen Kommission des Deutschen Archäologischen Instituts an, 2000/01 ein 13-monatiges Feodor-Lynen-Forschungsstipendium der Alexander von Humboldt-Stiftung am Institut für Archäologie und Ethnologie der Polnischen Akademie der Wissenschaften in Warschau.
2001 wurde Biermann Wissenschaftlicher Assistent am Lehrstuhl für Ur- und Frühgeschichte der Universität Greifswald. Während dieser Zeit war er 2005/06 Vertretungsprofessor am Institut für Archäologische Wissenschaften der Goethe-Universität Frankfurt am Main und habilitierte sich 2007 in Greifswald mit einer Arbeit zum Thema Studien zum Dorf der Ostsiedlungszeit. Archäologische Untersuchungen zur bäuerlichen Ostsiedlung des Mittelalters unter besonderer Berücksichtigung der Dorfwüstungen Miltendorf und Damsdorf in Brandenburg. Von 2007 bis zur Einstellung des Lehrstuhls 2011 war Biermann Vertretungsprofessor am Lehrstuhl für Ur- und Frühgeschichte der Humboldt-Universität. Seit 2011 war er Heisenberg-Stipendiat der Deutschen Forschungsgemeinschaft an der Universität Göttingen.
Biermann hat mittlerweile eine Professur für die Archäologie des Mittelalters an der Universität Stettin inne und arbeitet zudem für das Landesamt für Denkmalpflege und Archäologie Sachsen-Anhalt. Er forscht vor allem zur Archäologie der Frühgeschichte und des Mittelalters, ein besonderer Schwerpunkt ist die Slawische Archäologie. Daneben interessiert er sich für Burgen- und Stadtkernforschung sowie für Siedlungs- und Wirtschaftsgeschichte. Derzeit forscht er zu Usedom im Mittelalter, zum Kloster Belbuck bei Treptow an der Rega, zu den Linonen an der Unteren Mittelelbe. Biermann ist Mitglied der Historischen Kommission für Pommern und des wissenschaftlichen Beirats der Deutschen Burgenvereinigung.

## Schriften
- Slawische Besiedlung zwischen Elbe, Neiße und Lubsza. Archäologische Studien zum Siedlungswesen und zur Sachkultur des frühen und hohen Mittelalters. Habelt, Bonn 2000 (Universitätsforschungen zur prähistorischen Archäologie, Band 65; Schriften zur Archäologie der germanischen und slawischen Frühgeschichte, Band 5), ISBN 3-7749-2988-2.
- Hrsg.: Pennigsberg. Untersuchungen zu der slawischen Burg bei Mittenwalde und zum Siedlungswesen des 7./8. bis 12. Jahrhunderts am Teltow und im Berliner Raum. Beier & Beran, Langenweißbach  2001 (Beiträge zur Ur- und Frühgeschichte Mitteleuropas, Band 26), ISBN 3-930036-50-9.
- mit Günter Mangelsdorf (Hrsg.): Die bäuerliche Ostsiedlung des Mittelalters in Nordostdeutschland. Untersuchungen zum Landesausbau des 12. bis 14. Jahrhunderts im ländlichen Raum. Beiträge einer interdisziplinären Tagung des Lehrstuhls für Ur- und Frühgeschichte der Universität Greifswald, 16. und 17. April 2004. Lang, Frankfurt am Main u. a. 2005 (Greifswalder Mitteilungen, Band 7), ISBN 3-631-54117-1.
- Sypniewo. Ein frühmittelalterlicher Burg-Siedlungskomplex in Nordmasowien, Warschau 2006 (Wcesnośredniowieczny kompleks osadniczy na połnocnym Mazowszu 1. Archeologia Mazowsza in Podlasia. Studia i Materiały IV).
- mit C. Herrmann und M. Müller (Hrsg.): Castella Maris Baltici VII. Beiträge der Tagung: „Die Stadt als Burg. Architektur-, rechts- und sozialhistorische Aspekte befestigter Städte im Ostseeraum vom Mittelalter bis zur Frühen Neuzeit“, 03.-06. September 2003. Greifswald 2006 (Archaeologia Medii Aevi Finlandiae XI).
- mit M. Schneider und T. Terberger (Hrsg.): Pfarrkirchen in den Städten des hansischen Raums. Beiträge eines Kolloquiums vom 10. bis 13. Dezember 2003 in der Hansestadt Stralsund. Archäologie und Geschichte im Ostseeraum. Verlag Marie Leidorf, Rahden 2006 (Archäologie und Geschichte im Ostseeraum, Band 1), ISBN 978-3-89646-461-3.
- mit Thomas Kersting (Hrsg.): Siedlung, Kommunikation und Wirtschaft im westslawischen Siedlungsraum. Beiträge der Sektion zur slawischen Frühgeschichte des 5. Deutschen Archäologenkongresses in Frankfurt an der Oder, 4. bis 7. April 2005. Beier & Beran, Langenweißbach 2007 (Beiträge zur Ur- und Frühgeschichte Mitteleuropas, Band 46), ISBN 978-3-937517-65-0.
- Hrsg.: „Die Dinge beobachten ...“ Archäologische und historische Forschungen zur frühen Geschichte Mittel- und Nordeuropas. Festschrift für Günter Mangelsdorf zum 60. Geburtstag. Verlag Marie Leidorf, Rahden 2008 (Archäologie und Geschichte im Ostseeraum, Band 2), ISBN 978-3-89646-462-0.
- mit Marian Rębkowski (Hrsg.): Klasztor premonstratensów w Białobokach : archeologia i historia = Das Prämonstratenserstift in Belbuck : Archäologie und Geschichte., Szczecin 2015, ISBN 978-83-63760-47-2.